# Mauerspringer
Mauerspringer (i det efterfølgende kaldet murspringer på dansk) blev på tysk brugt til at betegne personer, der klatrede over Berlinmuren fra Vest- til Østberlin. I de 28 år muren fandtes, skete det mindst 400 gange, med flere sårede og mindst fem dødsofre til følge. Betegnelsen blev sjældnere benyttet om flygtninge fra DDR til Vestberlin.

## Historie
Fra Vestberlin var Berlinmuren væsentlig lettere at klatre over, end fra Østberlin. Der var ingen overvågning af grænselinjen og grænseanlæggene var indrettet med det formål, at forhindre overgang fra DDR til Vestberlin. Murspringerne kunne benytte stiger til at komme op på muren, klatre op på parkerede biler eller kommer op på muren, hvor der var placeret overvågningsposter ved den. Efter indgåelsen af Firmagtsaftalen om Berlin i 1971, kunne borgere legalt rejse fra Vestberlin til Østberlin, hvilket før aftalen var stort set umuligt.
Murspringernes motiver var forskellige. Ofte forsøgte de at vinde væddemål, imponere deres kæreste eller bevise deres mod. I den forbindelse spillede alkoholpåvirkning ofte en væsentlig rolle. I sjældnere tilfælde var det tænkt som en protest mod muren, som da Dieter Beilig blev dræbt ved muren i 1971. Med kedsomhed som motiv, klaterede den psykisk syge Arnold Kabe fem gange over muren fra Kreuzberg. Werner Kühl klatrede over grænsesikringsanlægget, fordi han ville flytte til DDR. Han blev skudt af grænsesoldater, der troede at han var en østysker, som var ved at flygte.
Før det østtyske område Lenné-Dreieck, der befandt sig på vestsiden af muren, blev ombyttet med et vesttysk område, blev det besat af ventreorienterede aktivister. Da politi fra Vestberlin ryddede området den 1. juli 1988, klatrede 182 demonstranter over muren til Østberlin. Der blev de af de østtyske grænsetropper sat på tre lastbiler og kørt til en virksomhedskantine. Senere forlod de i små grupper DDR, ved de regulære grænseovergange. På forhånd havde repræsentanter for demonstranterne kontaktet Ministerium für Staatssicherhei (Stasi, Ministeriet for Statssikkerhed), der forberedte sig på overgangen, men ikke ydede assistance.
Hos DDR's grænsestyrker blev murspringere kaldt "Grenzverletzer WB-DDR" ("Grænsekrænkere Vestberlin-DDR"). Til sådanne situationer var der en tjenesteinstruks, som foreskrev omgående anholdelse, uden krav om brug af skydevåben. Anholdte skulle føres til Ministerium für Staatssicherhei, hvor de blev overtaget af Hauptabteilung IX (Hovedafdeling IX), som indledte forundersøgelser. I mange tilfælde skete der en snarlig tilbageførsel, særligt når det stod klart, at der havde været tale om alkoholindtag, uvidenhed om grænsedragningen eller lignende årsager. Bevidste "grænseprovokationer" blev retsforfulgt.

### Døde
Mindst fem personer omkom i forbindelse med passage af muren, desuden var der flere tilskadekomne.
- Heinz Müller (1943–1970)
- Gerald Thiem (1928–1970)
- Werner Kühl (1949–1971)
- Dieter Beilig (1941–1971)
- Johannes Muschol (1949–1981)

## I litteratur og film
Forfatteren Stefan Heym skrev i 1974 fortællingen Mein Richard. Den handler om to unge mennesker fra DDR, begge med fornavnet Richard, som klatrer over Berlinmuren, går i biografen i Vestberlin og dernæst klatrer tilbage over muren til DDR. De kan ikke benytte en grænseovergang på tilbageturene, da udturene er "ulovlige grænsekrydsninger". Efter den 14. tur over muren, bliver de anholdt og stillet for retten. Deres advokat udtaler, at de i stedet for straf, har fortjent en orden, fordi de "fjorten gange efter hinanden har bevist deres absolutte troskab mod vores republik."
I 1982 benyttede den vesttyske forfatter Peter Schneider Heyms' ide i bogen Der Mauerspringer. Han fortæller om en tilsvarende begivenhed, men med tre personer og fra en anden synsvinkel. Samme år filmatiserede Reinhard Hauff bogen under titlen Der Mann auf der Mauer (Manden på muren) med Marius Müller-Westernhagen i hovedrollen.